# Иезуитский коллегиум (Орша)
Оршанский иезуитский коллегиум (бел. Аршанскі езуіцкі калегіум) — учреждение ордена иезуитов, существовавшее в Орше в 1612—1820 годах. Сохранившиеся здания коллегиума являются одной из самых узнаваемых достопримечательностей города.

## История
История иезуитского ордена в Орше начинается в конце XVI века, когда канцлер Великого княжества Литовского Лев Сапега приобрёл участок земли, который раньше занимал кальвинский сбор, для основанной в 1590 году иезуитской миссии. Светский ксендз Якуб Лавренти, ранее работавший в виленской коллегии, воспользовавшись приездом в 1609 году в Оршу Сигизмунда III, просил его о препровождении в город иезуитов. Важным аргументом при этом послужило то, что на тот момент во всём Витебском воеводстве не было ни одного учебного заведения для молодёжи.
5 ноября 1611 года король Речи Посполитой Сигизмунд III Ваза для создания иезуитского коллегиума и школ даровал 200 волок земли с подданными в Могилевской экономии и участок земли в Орше. В следующем, 1612 году, представители короля и виленского епископа вместе с администрацией Могилёвской экономии выделили для передачи оршанским иезуитам деревни Черница (позднее Фащевка), Княжичка (позднее Княжицы), Кривель, Чемоданы (позднее Старые Чемоданы) и Челна (позднее Саськовка). Впоследствии оршанские иезуиты развернули в окрестностях Фащевки миссонерскую деятельность и основали костел.
Благодаря пожертвованиям Сигизмунда III иезуитская резиденция через три года реорганизуется в коллегиум. В 1616 году Папа Римский Павел V официально подтвердил статус оршанского коллегиума.
Расположившийся в центре Орши коллегиум первоначально был деревянным. Под 1690 годом упоминается о фундации королём Речи Посполитой Яном III Собесским каменных костёла и двухэтажного здания коллегиума, но других сведений о каменном строительстве того времени не сохранилось. Каменный собор во имя Архистратига Михаила по проекту архитектора Фонтана был заложен только в 1741 году. Строительство под руководством Бенедикта Мессмера было завершено в 1757—1758 годах. Строительство здания коллегиума было завершено к 1803 году. Кроме школ, при коллегиуме действовали бурса и театр, существовали сад и оранжерея, где монахами монастыря выращивались лекарственные растения, работала лаборатория и первая в городе аптека.
Оршанская коллегия вела активную миссионерскую деятельность, обеспечивая своими кадрами постоянное присутствие трёх иезуитов в Мстиславле. В 1697 году ими была создана Мстиславская школа, первыми учителями которой стали Лаврентий Масльковский — профессор инфимы, Томас Можейковский — профессор грамматики, синтаксиса и греческого языка, Винцентий Шипилло — профессор поэзии и риторики.
В 1812 году в коллегиуме квартировал, отступая из Москвы, император Франции Наполеон Бонапарт, останавливался Мари-Анри Бейль, более известный как Стендаль.
Несмотря на то, что в 1773 году Римский Папа Климент XIV запретил орден иезуитов, императрица Екатерина II разрешила иезуитам существовать в границах своей империи и оршанский коллегиум продолжил свою деятельность. Окончательно в Российской империи орден был запрещен Александром I в 1820 году. Все имущество иезуитов подлежало конфискации. В 1822 году школа и приход были переданы монахам-доминиканцам, а коллегиум преобразован в уездное училище. В 1825 году костел передан православной церкви. Существовал проект последующей перестройки храма, принадлежащий А. Блонди (1835 г.), но в 1840-х годах костел всё же был разрушен. Здание коллегиума было превращено в тюремный замок и в этом качестве просуществовало до конца 1980-х годов.

### Школа

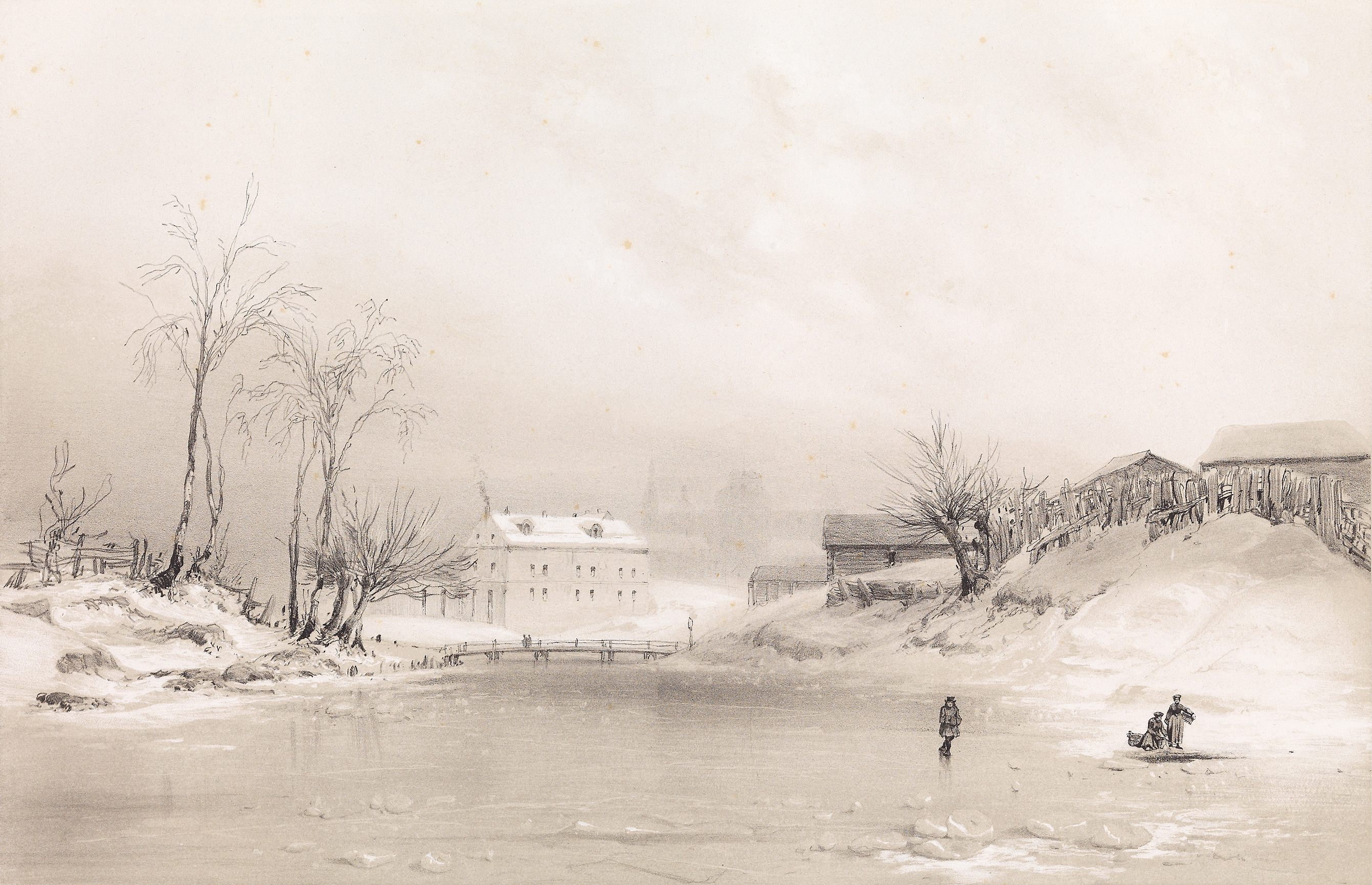
Вид оршанского иезуитского коллегиума. 1840 год.

Открытие школы при Оршанском коллегиуме состоялось в 1617—1618 учебном году. Первым школьным учителем стал ксендз Мартин Бролинский, читавший в ней курс грамматики. В год своего основания в школе училось всего 20 учеников. С появлением в 1621 году королевского привилея, предоставившего иезуитам монополию на образование молодёжи в Орше и её окрестностях, количество учеников заметно увеличилось. В 1623—1624 в школе помимо класса инфимы преподавались грамматика, синтаксис и поэзия, с 1636—1637 года стала преподаваться риторика. C 1645—1646 учебного года школа предоставила возможность оршанской светской молодёжи получить высшее образование.
Известные выпускники:
- Деружинский, Франтишек (1779—1850) — американский католический священник белорусского происхождения, один из основателей католической образовательной системы США.
- Завадовский, Пётр Васильевич (1739—1812) — русский государственный деятель, кабинет-секретарь и фаворит Екатерины II, первый министр народного просвещения Российской империи.
- Шадурский, Станислав (1726—1789) — польско-белорусский философ.
- Шумахер, Пётр Васильевич (1817—1891) — русский поэт-сатирик, пародист и юморист.

### Театр
Оршанский школьный театр существовал при коллегиуме на протяжении XVII века. Исследователи считают, что первый спектакль здесь был поставлен в 1610 году. В конце XVII столетия тут была показана польская драма бел. «Слаўная дапамога ў перамозе Раміра, якую ўчынілі анёльскія палкі» с белорусско-польскими интермедиями. Преподавателями поэзии и риторики в это время в школе работали В. Гришкевич, Ф. Шиманович и К. Вальверан. В коллегиуме был создан так называемый «Оршанский кодекс» — сборник популярных драм и интермедий эпохи барокко, ставившихся в Варшаве, Витебске, Новогрудке, Полоцке. Ныне эта культурно-историческая ценность находится в библиотеке города Вроцлава.

## Архитектура
Располагаясь в центре Орши, коллегия занимала обширный участок в форме неправильного пятиугольника, обнесенный каменной оградой. Здания костёла, коллегиума и школы, соединённые между собой крытыми переходами, находились в западной части этого участка, причём костёл был развернут в сторону королевского замка и расположенной перед ним рыночной площади. Двор коллегиума, с расположенными на нем садами и оранжереей, находились на противоположной восточной стороне. Ворота главного входа были украшены высоким многоярусным барочным щитом.
На протяжении XIX—XX веков сохранившиеся здания иезуитского коллегиума были значительно перестроены.

### Костёл

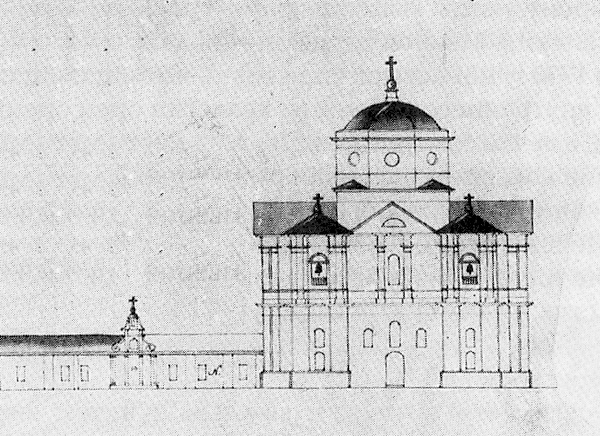
Несохранившийся костел св. Михаила.
Проект перестройки в православный храм. Конец XIX века.

Несохранившийся костёл монастыря представлял собой трехнефовую двухбашенную крестово-купольную базилику с отчетливо выявленным трансептом, имеющую в плане форму латинского креста. Внутри размещалось пять алтарей: Архистратига Михаила, Рождества Богородицы, Распятия Иисуса Христа, св. Иеремии, св. Игнатия. Пресбитерий храма завершался плоской стеной.

### Коллегиум
Сохранившееся двухэтажное здание коллегиума было Г-образным в плане. В дополнительной одноэтажной пристройке размещалась трапезная с окнами, выходящими в сад. Северный и южный фасады здания имеют в завершении треугольные фронтоны. Южный фасад имеет двухъярусную композицию с пилястрами и дополнительно усилен контрфорсами. По центру северного фасада имеется арочный вход. Здание коридорного типа. Часть коридора имеет цилиндрический свод, другая часть и некоторые помещения — крестово-купольный свод. Внутри здания располагались келии монахов, библиотека, интернат обучающихся в публичной школе, склад.

### Бурса
Построенное в 1786—1788 годах, здание бурсы представляет собой одноэтажное строение накрытое двускатной крышей. Стены её были поделены лопатками и прорезаны прямоугольными окнами. Архитектурной доминантой здания является выступающий за линию фасада парадный вход-тамбур.

## Археологические исследования
Археологические исследования на территории коллегиума проводились О. Н. Левко в 1989—1990 и 2007—2008 годах, И. Тишкиным в 1991 году.
В результате первых исследований были зафиксированы остатки фундаментов костёла, трапезной и стены коллегиума. В шурфах в восточной части монастыря были найдены различные бытовые предметы XVII—XVIII веков: глиняный кубочек, костяная двусторонняя зубочистка, заушница, различные кафельные плитки и стеклянная посуда.
Во время исследований 2007—2008 годов было зафиксировано разрушение северных частей строений бурсы и коллегиума. При археологических исследованиях подворья монастыря были найдены изразцы XVII — нач. XIX веков с изображением католической символики, рисунками российской геральдики, в помещениях бурсы и коллегиума выявлены поды изразцовых печей XVIII—XIX веков. В юго-западной части монастыря, сразу за алтарной частью костёла обнаружены могилы. По мнению археологов, часть захоронений связана с существованием коллегиума с момента его постройки, другая часть относится к периоду войны 1812 года, когда здесь был французский военный госпиталь. Возможно, часть захоронений принадлежит умершим в существовавшей здесь тюрьме.

## Современное состояние

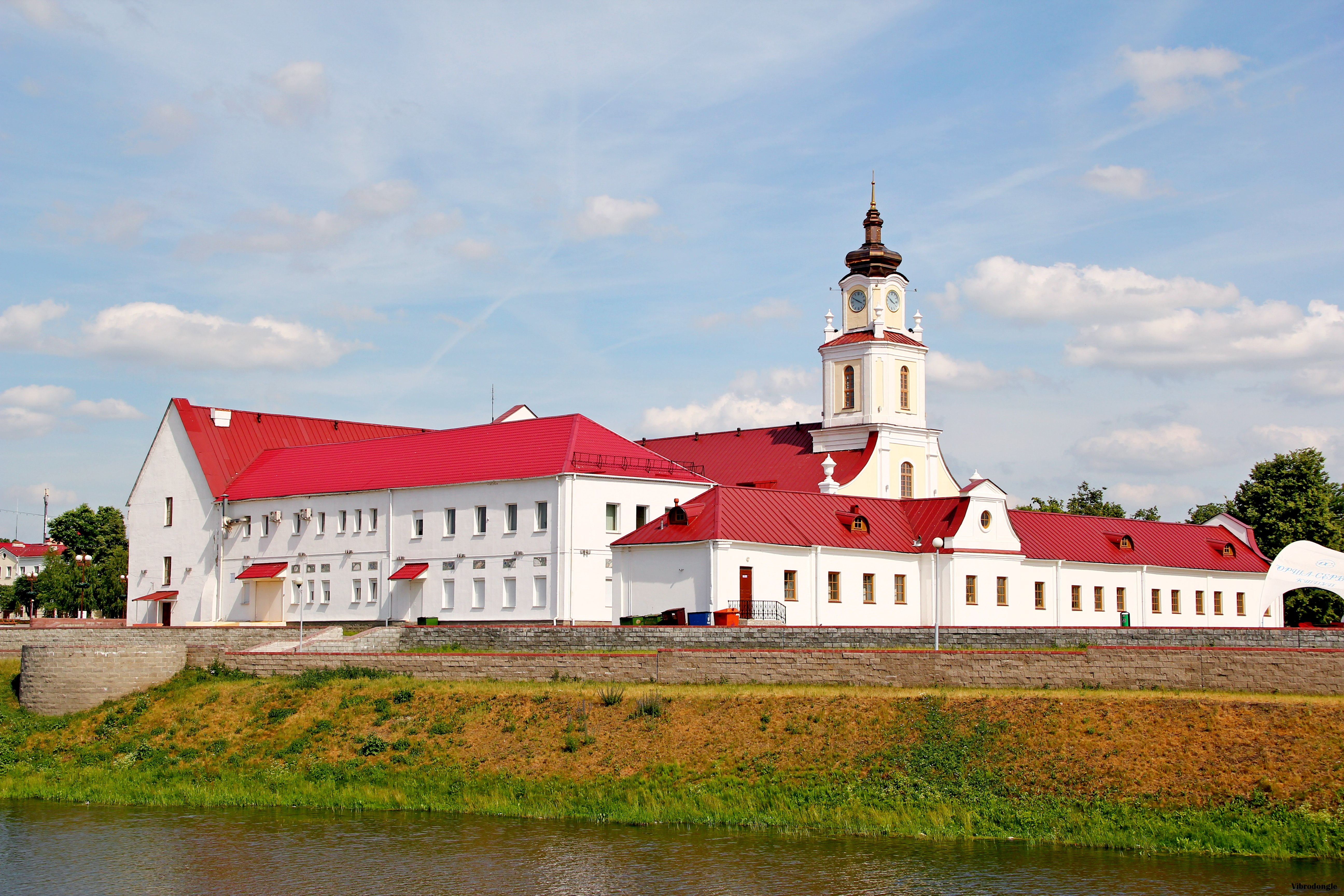
Современный вид.

Разрушенное здание монастыря.

С 1990 года начались работы по расчистке территории бывшей тюрьмы, при этом из-за плохой сохранности было разрушено несколько зданий относящихся к монастырю. Это были строения, стоящие вдоль берега реки Оршицы, а также северное крыло бурсы и часть здания коллегиума.
Наиболее масштабной реконструкции монастырь подвергся в 2007—2008 годах, в период проведения подготовки к празднованию фестиваля «Дожинки» в Орше. На проведение реставрации его зданий было выделено 5 млрд белорусских рублей. В числе прочего, над зданием коллегиума была надстроена башня, достигающая высоты 26 метров. В ней специалистами УП «НИИ Средств Автоматизации» были установлены четверо башенных часов, проигрывающих каждый час различные мелодии. Также, специалистами ОАО «Белреставрация», были смоделированы, изготовлены и установлены на фронтонах и башне коллегиума восемь декоративных ваз, изящно подчеркнувших барочную архитектуру здания.
По состоянию на 2014 год в главном здании коллегии размещаются детская библиотека им. В.Короткевича, художественная галерея с выставочным залом, отдел культуры горисполкома. В здании бурсы расположился «Дом ремёсел».